# Aeropuerto de Petropávlovsk-Kamchatski
El Aeropuerto de Yélizovo (del ruso: Аэропорт Елизово) (IATA: PKC, OACI: UHPP) es un aeropuerto localizado en la ciudad de Petropávlovsk-Kamchatski, krai de Kamchatka.  Sus 3400 metros que tiene como pista de aterrizaje lo hacen suficientemente largo para acomodar un Ilyushin Il-76 de carga completa o un avión Boeing 707.  La plataforma principal contiene 34 plazas de aparcamiento, 18 de las cuales pueden dar servicio a grandes aviones de pasajeros de fuselaje ancho, como el Ilyushin IL-96; ocho espacios pavimentados adicionales para aviones más pequeños y doce plazas de aparcamiento sin asfaltar.

## Unidad de operación militar

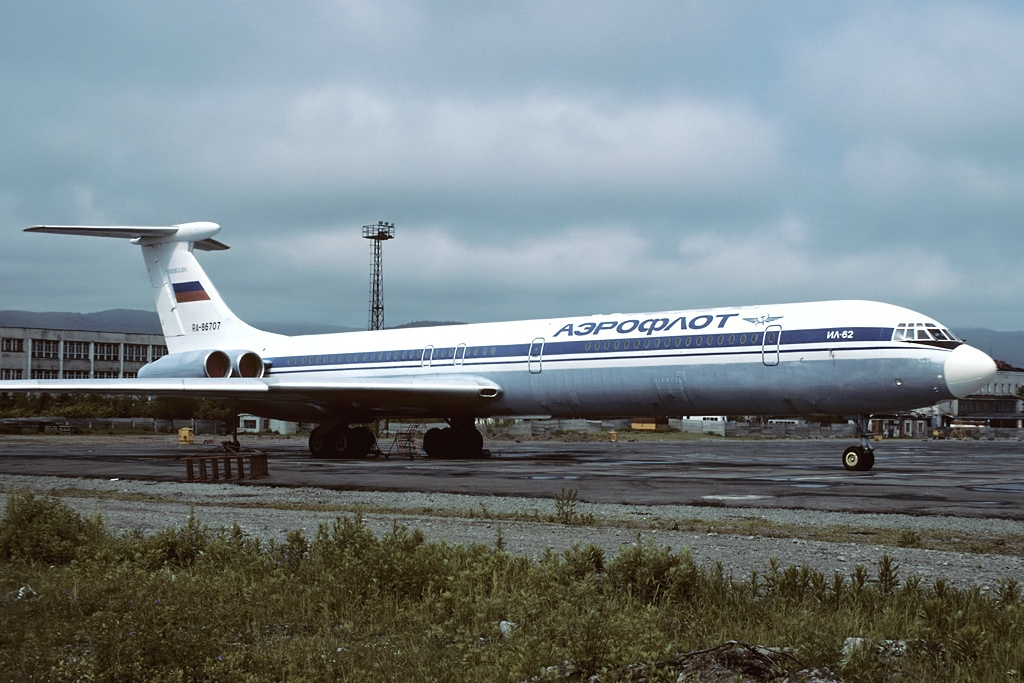
Aeroflot Ilyushin Il-62 depositados en el Aeropuerto de Petropavlovsk-Kamchatsky.

La unidad de mando militar principal es el 865.º regimiento de Aviación de Combate (865 IAP), el cual opera el avión interceptor MiG-31. Las operaciones navales también han tenido lugar en donde, sobre todo con el 317th Separate Composite Aviation Regiment (317 OSAP) que opera aviones Tupolev Tu-16R a mediados de 1992, y las aeronaves Beriev Be-12 y  Tupolev Tu-95MS con unidades no identificadas. Imágenes recientes de alta resolución de Google Earth revelaron que la base continúa sirviendo como un importante centro de coordinación militar, con las 33 aeronaves MiG-31 dispersas por todo el campo de vuelo y un gran número de transportes de turbohélice y helicópteros.[cita requerida]
El Regimiento de Aviación de combate 865a se activó como un Regimiento de Aviación de Asalto en 1939. Después de dos redesignaciones, se cambió el nombre del 410.º Regimiento de Aviación de Asalto en octubre de 1944. Se ha basado en la base desde 1945. En abril de 1949 pasó a llamarse de nuevo como el 865.º Regimiento de Aviación de Combate, y posteriormente fue trasladado a la Fuerza de Defensa Aérea Soviética, y cambió el nombre del 865o regimiento de Aviación de Asalto de la PVO. Entre abril de 1986 fue asignado a la 6.ª División de defensa aérea, (11.º Ejército de Defensa), PVO, hasta su reasignación a la Flota del Pacífico. El 1 de julio de 1998, fue trasladado a la Flota del Pacífico. Estaba equipado con Su-15 de 1974-1985 y fue equipado con MiG-31, de 1985.

## Reconstrucción de la pista
El 1 de abril de 2012, la reconstrucción comenzó en la pista 34L / 16R para ensancharlo a 45 metros y extenderlo por 900 metros para acomodar mejor los aviones más grandes. Las mejoras en las terminales y las plataformas también se incluyen en el proyecto.

## Aerolíneas y destinos

### Pasajeros

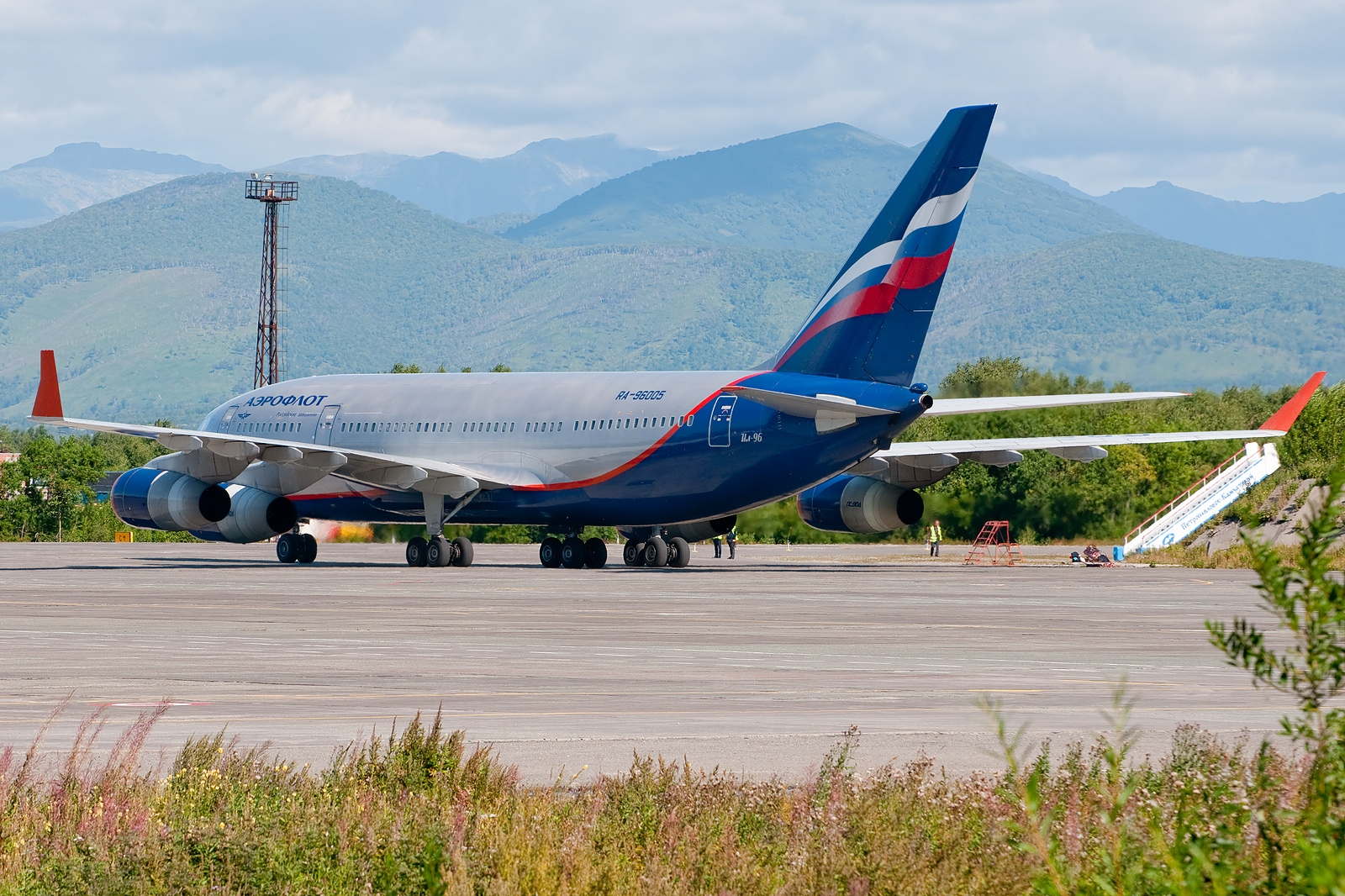
Aeroflot Ilyushin Il-96-300 aparcado en Petropavlovsk-Kamchatsky Airport.

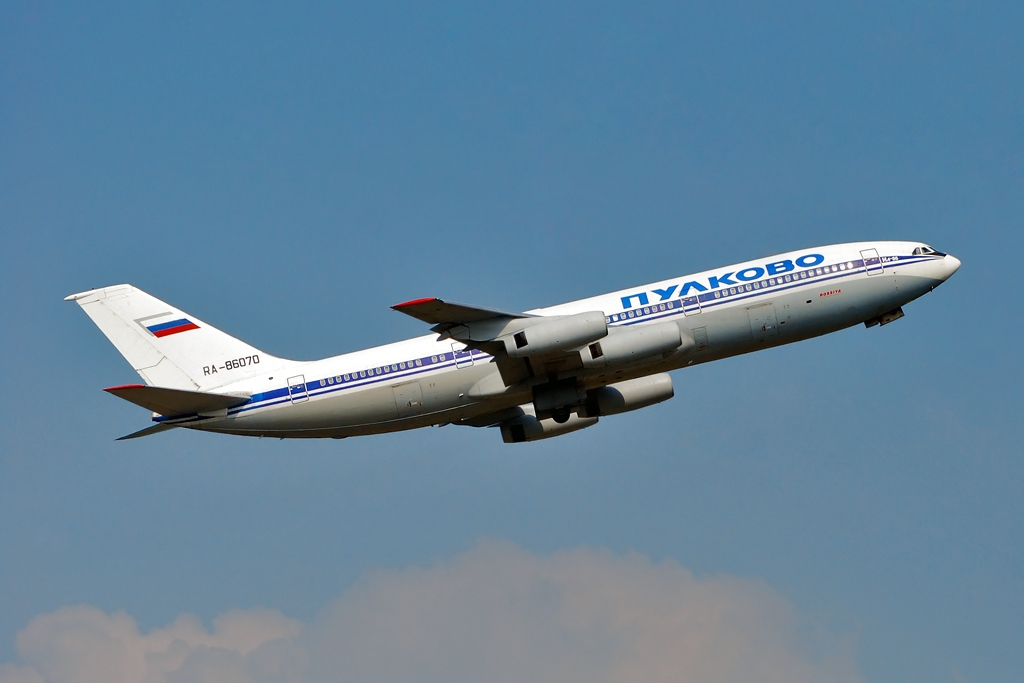
Pulkovo Airlines Ilyushin Il-86 despegando desde el aeropuerto de Petropavlovsk-Kamchatsky.

| Aerolíneas                              | Destinos                                                                                        |
| --------------------------------------- | ----------------------------------------------------------------------------------------------- |
| Aeroflot                                | Moscow-Sheremetyevo                                                                             |
| Aeroflot operated by Aurora             | Jabárovsk, Vladivostok                                                                          |
| Aeroflot operated by Rossiya Airlines   | Moscow-Vnukovo                                                                                  |
| Petropavlovsk-Kamchatsky Air Enterprise | Nikolskoye, Ossora, Ozernaya, Palana, Sobolevo, Tigil, Tilichiki, Ust-Hairyuzovo, Ust-Kamchatsk |
| Ural Airlines                           | Irkutsk, St Petersburg, Vladivostok, Yekaterinburg                                              |
| S7 Airlines                             | Jabárovsk, Novosibirsk, Vladivostok                                                             |
| Yakutia Airlines                        | Yakutsk Seasonal: Anchorage                                                                     |